# 美空ひばりベスト 1964〜1989
『美空ひばりベスト 1964〜1989』は、美空ひばりのベスト・アルバム。
2011年11月2日に日本コロムビアから発売された。

## 解説
1964年〜1989年までに発表された美空ひばりの曲のベスト・アルバム。
ディスクジャケットの美空ひばりは赤色の服を着ていることから、『赤盤』といわれている。

## 収録曲
1. 柔
2. 悲しい酒 (セリフ入り)
3. 真赤な太陽
4. 芸道一代
5. むらさきの夜明け
6. 人生一路
7. ある女の詩
8. 一本の鉛筆
9. ひとりぼっち
10. 風の流れに
11. 雑草の歌
12. 歌は我が命
13. さくらの唄
14. おまえに惚れた
15. 裏町酒場
16. 愛燦燦
17. みだれ髪
18. 川の流れのように